# 紫雲丸
紫雲丸（しうんまる）は、1947年（昭和22年）から1966年（昭和41年）まで日本国有鉄道の宇高航路に就航していた鉄道連絡船。宇高航路初の車載客船であった。
1950年（昭和25年）と1955年（昭和30年）の2回にわたる衝突事故で沈没し、いずれも死者を出した。特に2回目の事故は修学旅行の児童生徒100名を含む168名の死者を出し、紫雲丸事件と呼ばれ、国鉄戦後五大事故の一つに挙げられる。いずれの事故後も引揚げられ、復旧再就航しているが、2回目の復旧再就航時には瀬戸丸と改称されている。

## 車載客船建造までの経緯
宇高航路の客貨輸送量は、昭和恐慌を脱した1935年（昭和10年）には3月と11月に高徳・土讃両線の開通もあり、この頃から増加傾向が著明となった。当時、旅客輸送には 山陽丸・南海丸の姉妹客船（ともに561総トン　旅客定員1,057名）と水島丸（337総トン　旅客定員493名）の3隻が、貨車航送には、300総トン級でワム換算10両積載の車両渡船第一宇高丸・第二宇高丸の2隻があたっていた。しかし、この体制では急増する輸送需要に早晩対応できなくなると予測されたため、1936年（昭和11年）、鉄道省は青函航路に準じた大型の車両航送システム導入を決定し、1942年（昭和17年）の開業を目指して、石炭焚き蒸気タービン車載客船3隻の建造を播磨造船所に発注するとともに、1939年（昭和14年）10月からは宇野・高松両港での水陸連絡設備の建設工事にも着手していたが、戦争のためやむなく中断していた。
このため、1942年（昭和17年）7月の関門トンネル開通で廃止となった関森航路の自航式貨車渡船　第一〜五関門丸を、同年9月から順次転属させ、宇野・高松両港に関門丸用専用岸壁を急造し、同年10月8日より貨車航送に参加させ、応急対応とした。
宇高航路では、戦時中の船舶喪失はなかったが、酷使による各船の疲弊は甚だしく、戦後の混乱期の急激な輸送需要増大を、機帆船傭船や、第一宇高丸・第二宇高丸の車両甲板への旅客の満載などでしのいでいた。
1946年（昭和21年）7月には、運輸省鉄道総局はGHQから、1,400総トン級の車載客船3隻の建造許可取り付けに成功し、ここに中断していた大型車両航送システム導入計画が復活した。この3隻は当初ディーゼル船として設計されたが、当時の重油確保の困難さから戦前の設計通りの石炭焚き蒸気タービン船となり、同年8月16日には早くも第1船が相生の播磨造船所で起工され、続く2隻も順次同造船所で建造された。これらは、1947年（昭和22年）7月から1948年（昭和23年）6月にかけて就航したが、対応する大型可動橋などの水陸連絡設備完成を待って、1949年（昭和24年）3月から車両航送を開始した。これら3隻の第1船が高松市内の山の名から「紫雲丸」と命名されたため、3隻は「紫雲丸型」と呼ばれた。
この大型車両航送航送システム導入に伴い、関門丸型は再び関門海峡へ戻ったが、第一宇高丸・第二宇高丸はその後も長らく使用された。

## 概要
青函航路同様、車両の積卸しは船尾からとし、車両甲板には船内軌道が2線敷設され、ワム換算14両の積載が可能であった。また青函連絡船翔鳳丸型と同様、後部船橋から操舵できる船首舵を装備し、港外で回頭後、後進で着岸できた。また潮流の早い備讃瀬戸を航行するため、船尾の舵は2基のプロペラの直後に装備した操船性のよい2枚舵とした。
当時の高松港内の条件と航路筋の水深から、同時期建造の青函連絡船洞爺丸型よりはかなり小さく、全長76.18m、喫水3.50mと決められた。しかし積載する車両の大きさは変わらないため、相対的に上部構造物の大きなトップヘビーになりがちであった。このため、船内軌道には枕木を用いず、車両甲板に溶接した鋼片上にレールをボルトとナットで固定して甲板室の高さを抑えるとともに、船首係船作業場のある船首甲板を、洞爺丸型より1層下げ、車両格納所舷側中2階の下部遊歩甲板の高さとした。これにより、車両格納所の上半分は「船体」内に納まりきらず、甲板室内にはみ出た形となり、下部遊歩甲板の甲板室最前部壁が車両格納所最前部囲壁の上半分を兼ねる形となって、車両格納所の天井に相当する上部遊歩甲板は甲板室の2階相当となった。操舵室はその上の端艇甲板に設置され、洞爺丸型より1層低い構造ながら、前方から見ると、同じ3階建ての甲板室となり、堂々たる印象を与えた。

### 船体構造
端艇甲板前端には両舷側に若干張り出し、前方に丸く膨らんだ平面形状の操舵室があり、その後ろに隣接して船長以下甲板部高級船員居室、無線室を置き、その後ろに随員室とトイレを備えた貴賓客専用の特別室が配置された。特別室の後ろには大きな煙突2本が横に並び、両舷側には救命艇が各1隻ずつ懸架されていたほか、左舷にてんま船が備えられていた。端艇甲板の船尾端には磁気コンパス、船首舵用の操舵輪ならびにヒーリングポンプ操縦装置等が設置された後部船橋が置かれた。
この1層下が上部遊歩甲板で、本甲板の甲板室前方約四分の一の区画を2等船室とした。ここに一人掛けと数人掛けソファーを配置し、一部を除いて周囲には遊歩廊は設けず、両舷側に二連角窓を設けて着席のまま景色を楽しめるようにした。更にこの2等船室の最前部の区画を窓付きの壁で仕切って展望席とし、より一層大きな二連窓を前面と両舷側に設け一人掛けソファーを置いて「特別2等室」とした。宇高連絡船に接続する、宇野線・予讃本線（現・予讃線）等の列車には1等の設定はなく、本船にも1等船室は設置されなかった。
2等船室船尾側左舷に売店、右舷に案内所が設けられ、その間の通路より船尾側を3等区画とし、ここに6人掛けテーブル8組を配して食堂兼休息所とした。これより船尾側も甲板室船尾端まで3等船室で、当時の3等客車のシートをロングシート化した背中合わせの座席を3列長手方向に配置した。甲板室周囲は2等区画後部までの両舷と船尾側の三方向を遊歩廊とし、片舷あたり2等室には1ヵ所、3等室には3ヵ所の出入口を左右対称に設けた。更に遊歩廊には船尾側を中心に多数のベンチが設けられた。
1層下の下部遊歩甲板は、船首が汽動式揚錨機を備えた係船作業場で、車両格納所中2階部分は左舷船首部に機関長居室、右舷船首部に事務長居室があり、それより後方は両舷とも舷側開放の遊歩廊となり、まず前から2等区画でトイレと洗面所が設けられ、それに続いて船体中央部から船尾側は3等区画となり同様にトイレと洗面所が設置され、一部ベンチも設置されていた。両舷の船尾端はそれぞれに汽動式キャプスタンを備えた船尾係船作業場となっていた。
車両甲板の船内軌道は船尾から2線平行に敷設され、下部遊歩甲板の甲板室最前部を終点とし、有効長はともに61.5mで、船内に分岐器はなかった。専用岸壁の関係で、通常接舷するのは洞爺丸型とは逆の右舷のため、右舷側より船1番線、船2番線と付番され、竣工時はワム換算14両または20m客車6両積載可能となっていたが、1951年（昭和26年）にはワム16両とされていた。なお、自動連結器を装備した船内軌道車止めは、軌道有効長を伸ばすため車両格納所前部囲壁をくり抜いて船首側にはみ出して設置され、その船首側には船首舵を動かす汽動式操舵機が設置されていた。また車両甲板後端から約14mまでの部分では全幅にわたりレール頂部の高さまで木甲板を敷き、手荷物運搬手押車の通行可能な状態とし、この部分の両舷側は手押車18台の収容スペースとされた。車両甲板船首側両舷側には船員浴室等があり、船体中央部より後ろの両舷側は通路や階段スペースとして使われ、大部分が舷側へ開放された遊歩廊という開放的な造りであった。
車両甲板下は7枚の水密隔壁で8区画に区切られ、タービンのある機械室のみ二重底であった。船首側からの水密区画は、船首タンク、錨鎖庫に続く2区画の水密区画の車両甲板下第二甲板には船員居室が配置され、両区画間は水密隔壁に設置された水密辷戸を使って通行できた。続く中央部の2区画は前方が乾熱式円缶4缶を備えたボイラー室、後方が2台の蒸気タービンを設置した機械室で、機械室の前半分の両舷には片舷容量各73.46m3のヒーリングタンクが設置され、汽動式のうずまき式ヒーリングポンプもここに設置された。このポンプにより両タンク間、あるいはタンクと船外との間で海水の移送を行い、車両積卸し時の船体傾斜を抑制した。この2区画間も水密辷戸を介して通行できた。機械室の船尾側の区画の第二甲板には畳敷きの3等雑居室が設けられ、その下の船艙は2本の主軸を通す車軸室で、車軸室と機械室との間にも水密辷戸が設置されていた。船尾端区画は操舵機室で、2枚舵を動かす汽動式操舵機が設置されていた。ボイラーからの煙突は、車両格納所の両舷側を通り、かつ各甲板舷側の遊歩廊の内側を通って、端艇甲板に横に並んだ2本の大きな煙突へと導かれた。

## 客車航送
阪神と四国各都市間の夜行の旅客需要を関西汽船などの競合航路から取り戻すため、1950年（昭和25年）10月1日から紫雲丸型による客車航送が行われ、深夜の宇野・高松での乗換なしの大阪-松山・須崎間の直通夜行列車運転が開始された。
寝台車航送はなかったが、極めて好評で、座席指定ではなかったため相当定員超過していることも多く、1955年（昭和30年）5月11日の2回目の紫雲丸沈没を契機に安全上の見地から、その当日限りで中止された。

## 沈没事故

### 1回目の沈没事故（鷲羽丸との衝突沈没事故）
1950年（昭和25年）3月25日、紫雲丸は貨物便1020便として貨車16両を積載し、定刻約10分遅れの0時10分に高松港を出港、当夜は晴天で風もほとんどなかった。0時45分頃備讃瀬戸中ほどのオーソノ瀬東端の灯浮標付近から、宇野港を定刻20分遅れの0時35分に出港し、直島水道を南下する貨物便1021便鷲羽丸の灯火を確認していたが、0時52分頃鷲羽丸が左転するものと判断し、紫雲丸は左転しそのまま直進した。しかし鷲羽丸は実際はやや右転しており、0時55分直島水道南口の荒神島南方沖で、鷲羽丸船首は紫雲丸右舷船尾へ後方約80度の角度で衝突し、紫雲丸の車軸室右舷外板が破れ、車軸室と機械室へ浸水し、左舷に急激に傾斜し1時頃沈没してしまった。機関部乗組員の証言によれば、車軸室と機械室との間の水密辷戸はいったんは完全に閉鎖されたが、しばらく後、自然に開き、車軸室から機械室へ浸水してしまった、とのことで、引揚げ後の調査でも水密辷戸横の開閉スイッチが“閉”位置であったにもかかわらず、水密辷戸が開いていたことが確認され、スイッチ内への海水流入によるショートが原因と判明した。浸水が車軸室1区画に食い止められていたら沈没は免れたと考えられている。この事故で紫雲丸では船長を含む7名が死亡、鷲羽丸は船首中破のみであった。

#### 1回目の事故後の対策
水密辷戸スイッチが海水でショートしても開かないよう、電気制御回路の改良が行われた。この改良工事は当時交流電動機直接駆動方式の水密辷戸を採用していた紫雲丸型3隻と青函連絡船洞爺丸型4隻で施工された。また車両甲板下船尾寄りの3等雑居室はやむを得ぬ場合以外は使用しないこととした。

#### 基準航路の分離
宇高連絡船は従来は小型船であったこともあり、明治末より、上下便とも狭くて水深は浅いが、宇野-高松間を最短距離で結ぶことのできる直島水道を常用航路としていた。しかし、紫雲丸型就航に伴う大型化により、本事故発生前の1948年（昭和23年）4月1日から、備讃瀬戸中ほどのオーソノ瀬東端以北に限り、上り便は従来通り荒神島東側の直島水道経由、下り便は荒神島西側の葛島水道経由に分離された。しかし貨物便のみ直島水道付近での上下便の行き合いのない場合に限り、下り便の直島水道通航も認められていた。この事故を契機に1950年（昭和25年）4月1日から、狭隘な直島水道での一方通航を徹底するため、下り便は葛島水道から更に南へ進み、オーソノ瀬西端を迂回して高松港へ至る右側通航のコースに改められた。

### 2回目の沈没事故（第三宇高丸との衝突沈没事故「紫雲丸事件」）

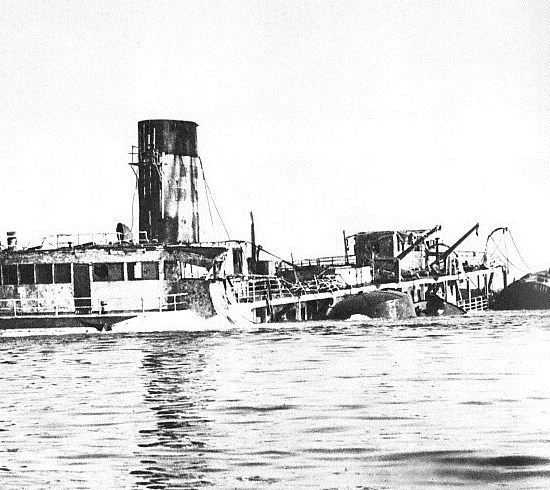
水没した状態の紫雲丸

1955年（昭和30年）5月11日、紫雲丸は旅客781名、貨車15両を積載し8便として6時40分高松港を定時出港、6時45分頃から霧が次第に濃くなり霧中信号を開始した。第三宇高丸からと思われる霧中信号を6時50分頃船首やや右に聞き、レーダーでその船影を捉え速力10.8ノットを維持していたが、6時53分頃濃霧の中に進入したため機関用意発令し10ノットに減速、6時54分両舷機関停止、無線電話での第三宇高丸との連絡を試みたが自船の霧中信号に妨げられて目的果たせず、6時55分左転したところ6時56分右舷船首約100mに迫り来る第三宇高丸を発見、そのまま右舷機械室側面に前方から約70度の角度で衝突された。
一方第三宇高丸は貨車18両積載し153便として6時10分宇野港を定時出港、6時35分オーソノ瀬西端の浮標通過後より霧模様となりレーダー使用開始、6時41分より濃霧となり霧中信号開始、6時50分頃レーダーで進行方向約2海里に紫雲丸を認め、左舷対左舷で行き合うため6時52分右へ転針しそのまま12.5ノットで航行中、6時56分左舷船首約100mを左転しながら自船の前を横切りつつある紫雲丸を発見、そのまま紫雲丸右舷に衝突し、食い込んだ状態になった。
衝突と同時に紫雲丸は停電し、水密辷戸の閉鎖もできず、機械室から車軸室にかけて右舷外板を大きく損傷し両室間の水密隔壁も破壊され浸水し、第三宇高丸は浸水緩和と船客移乗のために紫雲丸を押し続けたが急激に左舷に傾き始めたため7時頃機関停止し、ほどなく紫雲丸は左舷に横転沈没し、乗員乗客168名が死亡した。

## 紫雲丸事件後の対策
本事故の重大さを受け、この前年の1954年（昭和29年）9月に起きた洞爺丸事故後の青函連絡船の安全対策の調査審議のため、運輸省がその年の10月に設置していた「造船技術審議会・船舶安全部会・連絡船臨時分科会」、ならびに11月に国鉄が設置していた「青函連絡船設計委員会」を1955年（昭和30年）7月に「日本国有鉄道連絡船設計委員会」と改称のうえ、この二つの会議で引き続き 宇高連絡船の安全性改善の調査審議も行われた。
これらの答申内容にそって、引揚げ後復旧工事を施行した紫雲丸だけでなく、同型船の眉山丸、鷲羽丸についても、同様の安全対策工事がなされた。

### 水密隔壁増設
車両甲板下の水密隔壁を7枚から10枚に増設した。具体的には、車両甲板下の後部船員居住区とその下の第二船艙の水密区画を水密隔壁で前後に分割した。
その二つ船尾側の機械室水密区画を水密隔壁で前後に分割し、ヒーリングポンプのある前半分をポンプ室とし、タービンのある後ろ半分を主機室とした。これに伴いヒーリングタンクがポンプ室側面部のみとなるよう2肋骨分縮小し、片舷容量62.5m3となった。
車両甲板下3等雑居室とその下の車軸室の水密区画を水密隔壁で前後に分割し、更に前半分を縦に3分割し、車両甲板下3等雑居室は廃止し船員室とした。

### 重心低下と復原性増大
従来は側面が開放されていた車両甲板両舷側の中央部に、従来からあった小さなボイラー室囲壁を舷側外板面と船尾方向へ拡張し、ボイラー室、ポンプ室、主機室へ繋がる水密区画として予備浮力とし、復原力増大を図ったほか、操舵室屋根上に前部マストと後付けのレーダーポストが別々に立っていたのを1本のマストにまとめ、後部マストも低くし、煙突上部も細くして重心低下を図った。

### 船内軌道短縮
従来、貨車のみ積載時に船首の喫水のみ深くなり、これを船尾タンク満水で調整して全体の喫水が深くなっていたのを、車両甲板船首の自動連結器付き車止めを5.95m船尾側へ移動して船内軌道を短縮し、乾舷が低下するのを回避した。これにより車両積載数は再びワム14両となった。また車両甲板へのレール固定を第三宇高丸同様溶接とした。

### 脱出路確保
2、3等客室の出入口の増設拡幅、3等客室角窓の拡大を行い非常時に脱出しやすい構造とし、救命艇も軽金属製2隻とし、懸架するボートダビットはブレーキを外すだけで、救命艇が自重で舷外へ振り出される重力型ボートダビットに交換した。

### 主発電機増強・蓄電池増強・水密辷戸動力の直流化
発電機は従来三相交流60Hz 225V 40kW 2台であったが、これを三相交流60Hz 225V 75 kW 2台に増強し、車両甲板下の主機室や船員居室の電動通風設備増設を行い、常用照明は全て蛍光灯化したうえ増灯し、照度向上を図った。更に主発電機故障時でも引き続き通信系統や水密辷戸を稼働でき、船内非常灯を3時間点灯できるだけの鉛蓄電池を装備し、水密辷戸の動力もこれに対応するため、従来の2.5馬力三相交流誘導電動機駆動から2.5馬力直流複巻電動機駆動に変更された。

### 基準航路の上下完全分離
1回目の紫雲丸沈没事故を受けての1950年（昭和25年）4月1日施行の基準航路では、高松港近くで上下航路が近接し右側通航が徹底されなかった。2回目のこの事故はまさにこの区間で起きた。このため、事故直後より沈没した紫雲丸を中心に高松港付近の上下航路の間隔を広げ、新航路の掃海作業等を行い、1955年（昭和30年）11月1日より正式な基準航路とした。
重大事故を繰り返した紫雲丸に対し、当時「“紫雲丸”は“死運丸”で名前が良くない」との風評があり、引揚げ後修復改造工事を受けたのを機会に1955年（昭和30年）10月11日を以って瀬戸丸と改称した。この工事中に外舷色を黒から黄緑（7.5GY6.5/6）に変更し 11月16日再就航した。
1958年（昭和33年）7月には、燃料供給の省力化や黒煙防止にもなるボイラーのC重油専燃化改造が施行され、これにより車両甲板上の石炭積込口は廃止され、ここから浸水する危険性はなくなった。
瀬戸丸改名後も相手船を沈没させる衝突事故を起こしているが、死傷者を出すことはなく、新鋭伊予丸就航から約1ヵ月、土佐丸が竣工した1966年（昭和41年）3月30日で終航となった。
また、事故をきっかけにして本州四国連絡橋の構想が具体化した。

## 沿革
- 1946年（昭和21年）8月16日 - 起工
- 1947年 （昭和22年）7月6日 - 就航
- 1948年（昭和23年）
  - 4月1日 - 航路北半分での上下便航路分離（上り便：直島水道、下り便：葛島水道（例外あり））
  - 12月27日 - 関門丸型終航[12]
- 1949年（昭和23年）3月1日 - 紫雲丸型による車両航送開始[59]
- 1950年（昭和25年）
  - 3月25日 – 直島水道南口で鷲羽丸と衝突沈没、死者7名
  - 4月1日 - 航路全長にわたる上下便航路分離（上り便：直島水道、下り便：葛島水道（ただし高松港付近で不徹底））
  - 4月27日 - 浮揚[60]
  - 7月21日 - 再就航[60]
  - 10月1日 - 客車航送開始[61][62]
- 1951年（昭和26年）
  - 2月1日 – 無線電話使用開始[61]
  - 8月6日 - 高松港内で「第二ゆす丸」と衝突[61]
  - 12月25日 - レーダー設置[63]
- 1952年（昭和27年）
  - 4月21日 - 高松港灯台下捨石に底触[61]
  - 8月31日 - ジャイロコンパス設置[64]
- 1955年（昭和30年）
  - 5月11日 - 第三宇高丸と衝突し沈没、死者168名。いわゆる紫雲丸事件発生
  - 6月3日～24日 – 上下便航路完全分離のため海上自衛隊による掃海作業実施[53]
  - 6月18日 - 浮揚作業開始[65]
  - 7月10日 - 浮揚工事完了[53]
  - 8月21日 - 復旧改造工事着手（呉造船所）[66]
  - 10月11日 - 「瀬戸丸」と改称[53]
  - 11月1日 - 上下便完全分離の基準航路を正式設定[53]
  - 11月16日 - 再就航　[53]1555.32総トン[67]外舷色は黄緑（7.5GY6.5/6）[57]
- 1956年（昭和31年）9月 - 端艇甲板船尾のてんま船を2隻にした[56]
- 1958年（昭和33年）7月 - ボイラーをC重油専燃に改造[58]
- 1960年（昭和35年）9月12日 - 高松港口で「中央栄丸」と衝突、中央栄丸沈没[68]
- 1963年（昭和38年）6月 - 外舷色をあさい緑色（10GY6/4）に変更[69]
- 1966年（昭和41年）
  - 3月30日 - 終航
  - 6月17日 - 下関に向け出港、係船[70]
  - 12月16日 - 瀬戸内開船工業所に売却[70]
- 1991年（平成3年）- 金輪島ドックで浮き桟橋として使用された後、この年に廃却[71]

## 備考
「瀬戸丸」の船名は、1975年（昭和50年）仁堀連絡船として就航した新造船にも使われた（瀬戸丸 (仁堀連絡船)を参照）。